# Monastère de Gouvernéto
Le monastère de Gouvernéto (grec moderne : Μονή Γουβερνέτου) ou monastère Notre-Dame des Anges de Gouvernéto (Μονή Κυρίας των Αγγέλων Γουβερνέτου) est un monastère grec-orthodoxe sur la péninsule d’Akrotíri de la région de La Canée en Crète, en Grèce. Il est situé à environ 30 kilomètres de La Canée et à environ 5 kilomètres au nord du monastère d’Agía Triáda.

## Histoire
Daté de 1537 (bien que d'autres sources disent 1548), le monastère de Gouvernéto est réputé être l'un des plus anciens monastères de Crète. Un recensement de 1637, enregistré peu de temps avant l'invasion turque, a révélé qu'à l'époque il y avait 60 moines qui y vivaient, ce qui en fait l'un des plus grands de Crète à l'époque.
Pendant la Seconde Guerre mondiale, les Allemands ont établi un poste de garde dans le monastère pour contrôler la zone. Depuis 2005, il a fait l'objet de travaux de restauration par les moines.

## Caractéristiques

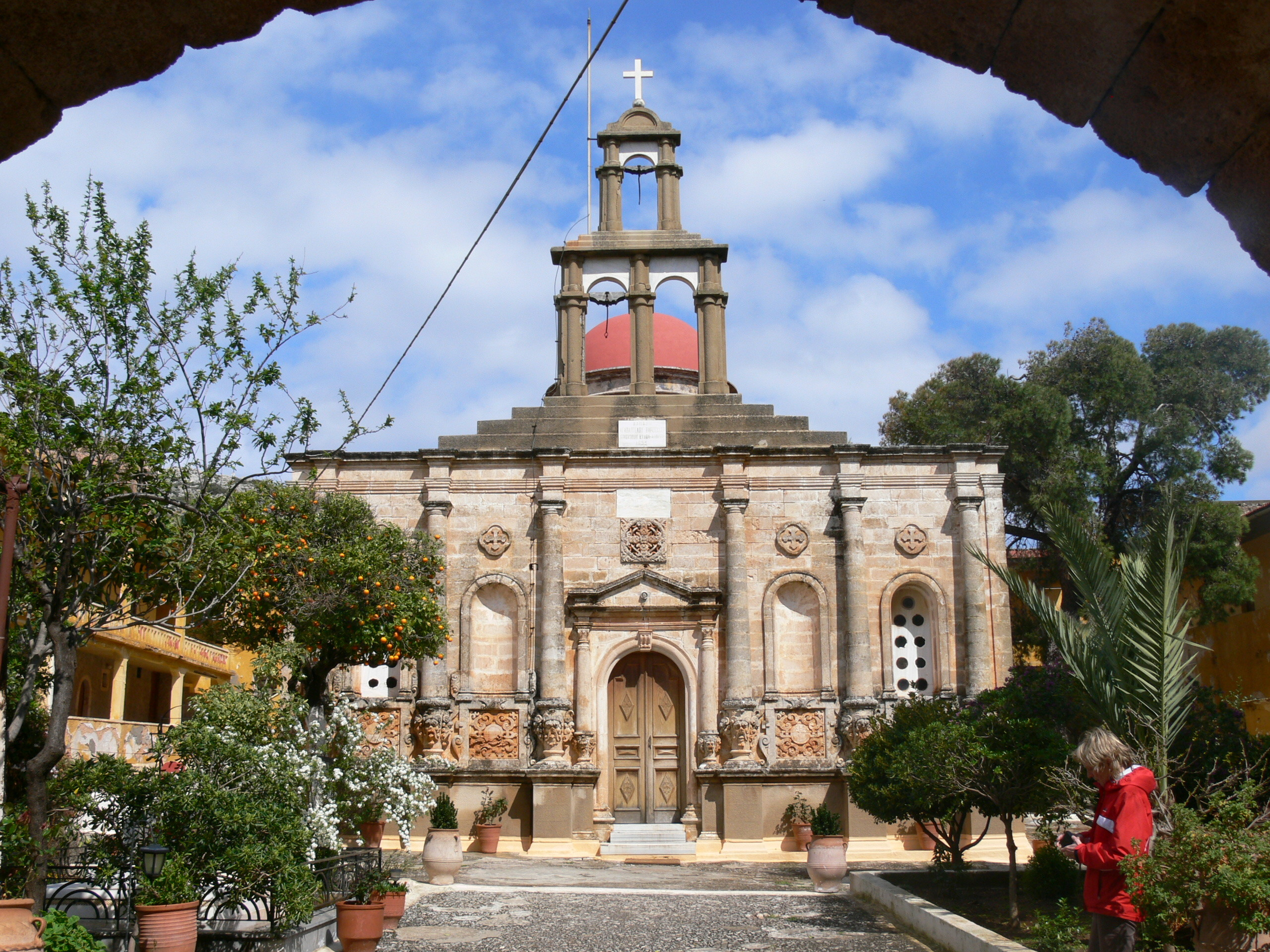
Façade de l'église du monastère.

Le monastère est une forteresse de style vénitien avec des tours à chaque extrémité, et quelques influences baroques ajoutées plus tard. Il mesure environ 40 mètres sur 50 mètres et contient une cinquantaine de cellules de moines sur deux étages. Sa cour est de forme rectangulaire et est dominée par une église à dôme avec une façade vénitienne décorée. L'église est dédiée à la Vierge. La chapelle de la cour aurait certaines des plus anciennes fresques de Crète.
Du côté ouest du monastère se trouve le narthex, avec des chapelles dédiées à saint Jean l'Ermite et aux dix saints martyrs. Il y a quelques monstres remarquables sculptés en relief sur le devant de l'église. Une grotte appelée Arkoudítissa ou Arkoudiá, est également située à proximité. Ici, la déesse Artémis était autrefois adorée.
Le monastère a des règles strictes est officiellement fermé les mercredis et vendredis.